# Bror Mellberg

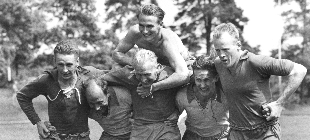
Mellberg (r.) bei der WM 1958 beim Training mit der Nationalmannschaft mit Hamrin, Börjesson, Gren, Berndtsson und Källgren

Bror Lars Astley Mellberg (* 9. Dezember 1923 in Ambjörby; † 8. September 2004) war ein schwedischer Fußballspieler. Der Stürmer – zu Zeiten des WM-Systems spielte er entweder als Mittel- oder Halbstürmer – war in den 1950er Jahren einer von zahlreichen schwedischen Auslandsprofis. War während seiner Auslandszeit seine 1949 begonnene Karriere in der schwedischen Nationalmannschaft auch unterbrochen, so dass er insgesamt lediglich sechs Länderspieleinsätze vorweisen kann, gehörte er doch sowohl bei der Weltmeisterschaftsendrunde 1950 als auch dem Weltmeisterschaftsturnier 1958 zum Aufgebot und trug in jeweils zwei Turnierspielen zum dritten Platz bzw. zur Vize-Weltmeisterschaft bei.

## Werdegang

### Karrierestart und Durchbruch in Schweden
Als Jugendlicher wandte sich Mellberg zwei Sportarten zu: Einerseits war er erfolgreicher Skilangläufer, wovon ein Jugend-Distriktmeistertitel über die 10-Kilometer-Distanz zeugt, andererseits spielte er beim Ambjörby IK in seinem Heimatort im Grenzbereich zu Norwegen Fußball. Später konzentrierte er sich auf das Fußballspielen und schloss sich 1941 dem IK Viking aus Hagfors an, der im Sommer des Jahres in die Drittklassigkeit aufgestiegen war. Hinter Storfors FF und ein Jahr später hinter Arvika BK verpasste der Klub jeweils als Tabellenzweiter den Durchmarsch in die zweite Liga. Auch in den folgenden Jahren platzierte sich der Klub vornehmlich im Bereich der Aufstiegsplätze. Zwischenzeitlich war sein Talent auch höherklassig entdeckt worden, 1947 verpflichtete ihn der Zweitligist Karlstads BIK. Auch bei seinem neuen Verein stand er kurz vor dem Aufstieg, dieses Mal in die Allsvenskan.
1946 war Mellberg zu einem Länderspiel der schwedischen B-Nationalmannschaft berufen worden, dabei knüpfte sich der Kontakt zu Rudolf „Putte“ Kock. Dieser war als Mitglied des Vorstands des mehrfachen schwedischen Meisters AIK zudem Teil des Uttagningskommittén, dem Auswahlkomitee für die Fußballnationalmannschaft. In der Folge schloss er sich im Sommer 1949 dem Erstligisten an, für den er im August in der Allsvenskan debütierte. Seinen ersten Spieleinsatz für den neuen Klub beim 2:0-Auswärtserfolg bei IS Halmia krönte er mit einem Torerfolg. Auch in den folgenden Spielen regelmäßig als Torschütze erfolgreich, spielte er sich in die Nationalmannschaft, für die er im Oktober debütierte. Auch hier war er bei seinem ersten Einsatz erfolgreich, bei der 2:3-Niederlage gegen Dänemark trug er sich neben Hasse Jeppson auf Seiten der Schweden in die Torschützenliste ein. Zunächst blieb dies sein einziger Länderspieleinsatz, dennoch gehörte er im Sommer des folgenden Jahres zum Aufgebot der schwedischen Auswahl für die Weltmeisterschaftsendrunde in Brasilien. Die Berufung dürfte durch seine 15 Saisontore in 21 Ligaspielen in seiner ersten Erstligaspielzeit begünstigt worden sein.
Beim WM-Turnier war Mellberg zunächst nur zweite Wahl. Das Angriffstrio „Pal-Jep-Sko“, bestehend aus Karl-Erik Palmér, Hasse Jeppson und „Nacka“ Skoglund führte die schwedische Auswahl beim Turnier in die Finalrunde. Nach einer 1:7-Auftaktniederlage dort gegen Brasilien rückte er für das zweite Endrundenspiel gegen Uruguay für Skoglund, der vom Mannschaftsleiter Putte Kock wegen übereifrigen Zechens nach dem Brasilien-Spiel aus der Mannschaft geworfen wurde, in die Mannschaft. Beim abschließenden 3:1-Sieg im Gruppenspiel gegen Spanien, der den dritten Platz sicherte, gehörte er zu den Torschützen.

### Sieben Jahre in Italien und Frankreich
1950 ging Mellberg, wie viele seiner Landsleute nach der erfolgreichen Weltmeisterschaft, nach Italien und lief in den folgenden zwei Jahren für den CFC Genua auf. Da der Svenska Fotbollförbundet das Profitum ablehnte, bedeutete dies nach drei Länderspielen und zwei Länderspieltoren das vorläufige Karriereende in der Nationalelf.
Ab 1952 spielte Mellberg fünf Jahre in Frankreich. Zunächst unterschrieb er beim FC Toulouse, bei dem er in seiner einzigen dortigen Saison Torschützenkönig der zweiten Division wurde. Anschließend ging er zu Toulouses Ligakonkurrenten Red Star Paris. In der Spielzeit 1956/57 lief er für den FC Sochaux auf.

### Rückkehr nach Schweden und Zeit nach dem Karriereende
1957 kehrte Mellberg nach Schweden zurück und schloss sich dem AIK an. Mittlerweile hatte der Verband seine kritische Haltung gegenüber dem Profifußball insbesondere aufgrund der bevorstehenden Weltmeisterschaft im eigenen Land revidiert, so dass er reamateurisiert in der Allsvenskan auflaufen konnte. Ohne weiteren Spieleinsatz im Vorfeld gehörte er beim Endrundenturnier als erfahrener Spieler zum Aufgebot und wurde im zweiten Gruppenspiel, einem 3:0-Erfolg gegen Mexiko aufgestellt. Beim 2:1-Sieg gegen den amtierenden Vize-Weltmeister Ungarn gehörte er ebenfalls zur Mannschaft, bei den anschließenden Finalrundenspielen blieb ihm nur die Zuschauerrolle, ebenso als die Mannschaft um Nils Liedholm, Kurt Hamrin, Gunnar Gren und Kalle Svensson im Endspiel Brasilien unterlag. Nach dem Turnier wurde er nicht mehr in der Nationalmannschaft berücksichtigt.
Bis 1961 lief Mellberg für AIK in der Allsvenskan auf. Inklusive seines ersten Jahres für den Klub standen bei seinem Karriereende 33 Tore für AIK bei 83 Allsvenskanspielen zu Buche. 1965 stieg er beim Klub in den Vorstand auf, ab 1969 bis zu seinem Ausscheiden 1979 amtierte er als stellvertretender Vorsitzender. Hauptberuflich war er ins Tankstellen- und Werkstattgewerbe eingestiegen. Später wechselte er ins Baugewerbe und wirkte u. a. am Bau des Einkaufszentrum Solna Centrum mit, wo er noch mit über 75 Jahren sein Geschäft betrieb.

## Erfolge
- Vize-Weltmeister: 1958
- Weltmeisterschafts-Dritter: 1950
- Torschützenkönig Division 2: 1953